# 자유이적
자유이적 혹은 자유계약은 통상 축구에서 보스만 판결 이후 자유롭게 이적하는 것을 말한다. 선수 계약이 만료되거나 계약 만료 직전 맺어지는 계약을 주로 의미한다.

## 작동 방식
선수를 보유하고 있는 구단이 선수와의 계약 해지를 위해 어떤 보수를 지급하지 않아도 될 때, 이것을 자유이적 상태라고 한다. 몇몇 리그들은 유소년 선수를 보호하기 위해서 몇가지 제약을 걸기도 한다. 대표적으로 영국에서 계약이 끝난 24세 미만의 선수는 원 소속팀이 선수의 라이센스를 버려야지만 자유계약 상태에 놓일 수 있다.
또한, 자유계약은 선수가 한 팀에서 다른 팀으로 이적할 때 이적료 없이 팀을 옮길 때를 말한다.
유럽 축구계에서는 선수와의 계약 기간이 6개월 미만으로 남은 23세 이상의 선수의 경우, 보스만 판결에 의해서 다음 이적시장이 열릴 때 다른 팀으로 이적한다는 것을 전제로 하는 협상과 사전 계약을 할 수 있다.

## 사용
자유이적은 축구의 다양한 부분에서 발견된다. 이적료 예산이 적게 책정된 팀에서 선수를 영입하려고 할 때, 돈 많은 명문팀에서 1군팀에 들지 못해서 낮은 리그의 주전이 보장된 팀으로 이적하려고 할 때가 그 예시이다.
종종 선수는 다른 구단에 자유계약 상태로 이적하기 위해서 기존 구단과의 계약을 포기하기도 한다. 이것은 선수가 입단하려는 팀이 그를 더욱 매력적인 계약 대상으로 보기도 하며, 선수 역시 줄어든 이적료와 대응해서 자신의 연봉이 증가하는 결과를 가져오는 경우가 있다.
또한 몇몇 경우, 자유계약으로 인해 선수가 원 소속팀의 라이벌 팀으로 이적하는 경우도 존재한다. 대표적으로 토트넘 홋스퍼 FC의 솔 캠벨이 북런던 더비 라이벌 팀인 아스널 FC로 이적한 경우나, FC 서울의 데얀 다먀노비치가 슈퍼매치의 라이벌 팀인 수원 삼성 블루윙즈로 이적한 경우가 있다.

## K리그
유럽 축구계와는 다르게 K리그에서는 K리그 자유계약선수제도라는 로컬룰이 존재하여 자유계약 선수(FA선수)임에도 보상금이라는 이름의 선수 이적료를 지불해야 하는 경우가 존재한다.  

## 같이 보기
- 자유계약선수제도
- 이적 (스포츠)